# Limnephilus coenosus
Limnephilus coenosus là một loài Trichoptera trong họ Limnephilidae. Chúng phân bố ở miền Cổ bắc.